# Presidentes de la Juventus de Turín

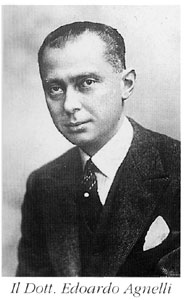
Edoardo Agnelli presidente de la Juventus desde 1923 hasta 1935.

En más de un siglo de historia institucional, veintisiete presidentes y cuatro comités de gestión se han turnado al frente de la Juventus, club de fútbol italiano con sede en la ciudad de Turín.
Desde su fundación hasta finales de la década de 1940, los presidentes y otros miembros del Consejo Administrativo de la Juventus eran elegidos por los socios en una conferencia anual. Tras su reconstitución como sociedad anónima —en la que los presidentes y demás miembros del consejo son elegidos por la junta de accionistas—, desde la inmediata posguerra, la Juventus tiene como accionista mayoritario a la familia Agnelli: esta sinergia deportivo-industrial, iniciada a principios de los años veinte y casi ininterrumpida desde entonces, representa un unicum en la historia del deporte italiano, además de tener pocos precedentes en el deporte mundial.

## Historia
El primer presidente de la sociedad bianconera fue Eugenio Canfari, uno de los fundadores del club. La presidencia más larga fue la Giampiero Boniperti, (símbolo del equipo durante los años 1950), permaneció en el puesto por diecinueve años, (desde 1971 hasta 1990). Boniperti, al igual que su sucesor Vittorio Caissotti de Chiusano, presidente desde 1990 hasta 2003, cuenta con el palmarés internacional más prestigioso en la historia del club con los títulos obtenidos en todas las competiciones de clubes de la UEFA.
En 1923, el abogado Edoardo Agnelli fue elegido por los accionistas para ocupar el máximo cargo del club, iniciando el vínculo casi ininterrumpido entre la Juventus y la dinastía turinesa; ésta se convertiría en el accionista de referencia, tras la reconstitución de la empresa como sociedad anónima en agosto de 1949, lo que representa un unicum en el fútbol mundial y en la historia del deporte italiano. Su hijo Umberto, electo presidente con tan solo veinte años en 1995, ha sido el más joven en asumir el cargo. También cabe destacar las presidencias del suizo Alfred Dick y del francés Jean-Claude Blanc, los únicos de origen no italiano en ser elegidos para el cargo más alto del club; en particular, Dick fue el presidente del primer scudetto juventino (1905).
Desde 2010 hasta 2023, Andrea Agnelli, hijo de Umberto y nieto de Gianni, permaneció en el cargo, siendo el cuarto miembro de la familia turinesa al frente de la sociedad; Andrea, con 19 trofeos ganados bajo su mandato, cuenta con el palmarés más grande del historia del club.

## Presidentes
La siguiente tabla detalla los presidentes que ha tenido la Juventus de Turín desde el año de 1897 hasta el presente.
| Nac. | Nombre                                                             | Periodo        | Títulos | Títulos         | Títulos | Títulos | Títulos | Títulos | Títulos | Títulos | Títulos | Títulos |   |   |   |
| ---- | ------------------------------------------------------------------ | -------------- | ------- | --------------- | ------- | ------- | ------- | ------- | ------- | ------- | ------- | ------- | - | - | - |
| Nac. | Nombre                                                             | Periodo        |         | Eugenio Canfari | 1897    | -       | -       | -       | -       | -       | -       | -       | - | - | - |
|      | Enrico Canfari                                                     | 1898-1899      | -       | -               | -       | -       | -       | -       | -       | -       | -       | -       |   |   |   |
|      | Antonio Riccardo Villanova                                         | 1899           | -       | -               | -       | -       | -       | -       | -       | -       | -       | -       |   |   |   |
|      | Ugo Botto                                                          | 1899-1901      | -       | -               | -       | -       | -       | -       | -       | -       | -       | -       |   |   |   |
|      | Carlo Favale                                                       | 1901-1902      | -       | -               | -       | -       | -       | -       | -       | -       | -       | -       |   |   |   |
|      | Giacomo Parvopassu                                                 | 1903-1904      | -       | -               | -       | -       | -       | -       | -       | -       | -       | -       |   |   |   |
|      | Alfred Dick                                                        | 1905-1906      | 1       | -               | -       | -       | -       | -       | -       | -       | -       | -       |   |   |   |
|      | Carlo Vittorio Varetti                                             | 1906-1909      | -       | -               | -       | -       | -       | -       | -       | -       | -       | -       |   |   |   |
|      | Riccardo Gianoli                                                   | 1909           | -       | -               | -       | -       | -       | -       | -       | -       | -       | -       |   |   |   |
|      | Umberto Malvano                                                    | 1909-1911      | -       | -               | -       | -       | -       | -       | -       | -       | -       | -       |   |   |   |
|      | Attilio Ubertalli                                                  | 1911-1912      | -       | -               | -       | -       | -       | -       | -       | -       | -       | -       |   |   |   |
|      | Giuseppe Hess                                                      | 1913-1915      | -       | -               | -       | -       | -       | -       | -       | -       | -       | -       |   |   |   |
|      | Gioacchino Armano Fernando Nizza Sandro Zambelli                   | 1915-1916 (*)  | -       | -               | -       | -       | -       | -       | -       | -       | -       | -       |   |   |   |
|      | Corrado Corradino                                                  | 1916-1920      | -       | -               | -       | -       | -       | -       | -       | -       | -       | -       |   |   |   |
|      | Gino Olivetti                                                      | 1920-1923      | -       | -               | -       | -       | -       | -       | -       | -       | -       | -       |   |   |   |
|      | Edoardo Agnelli                                                    | 1923-1935      | 6       | -               | -       | -       | -       | -       | -       | -       | -       | -       |   |   |   |
|      | Enrico Craveri Giovanni Mazzonis Andrea Remmert                    | 1935-1936 (**) | -       | -               | -       | -       | -       | -       | -       | -       | -       | -       |   |   |   |
|      | Emilio de la Forest de Divonne                                     | 1936-1945      | -       | -               | 1       | -       | -       | -       | -       | -       | -       | -       |   |   |   |
|      | Piero Dusio                                                        | 1945-1947      | -       | -               | 1       | -       | -       | -       | -       | -       | -       | -       |   |   |   |
|      | Gianni Agnelli                                                     | 1947-1954      | 2       | -               | -       | -       | -       | -       | -       | -       | -       | -       |   |   |   |
|      | Umberto Agnelli Enrico Craveri Luigi Cravetto Marcello Giustiniani | 1954-1956 (**) | -       | -               | -       | -       | -       | -       | -       | -       | -       | -       |   |   |   |
|      | Umberto Agnelli                                                    | 1956-1962      | 3       | -               | 2       | -       | -       | -       | -       | -       | -       | -       |   |   |   |
|      | Vittore Catella Remo Giordanetti Walter Mandelli                   | 1962 (**)      | -       | -               | -       | -       | -       | -       | -       | -       | -       | -       |   |   |   |
|      | Vittore Catella                                                    | 1962-1971      | 1       | -               | 1       | -       | -       | -       | -       | -       | -       | -       |   |   |   |
|      | Giampiero Boniperti                                                | 1971-1990      | 9       | -               | 2       | -       | 1       | 1       | 1       | -       | 1       | 1       |   |   |   |
|      | Vittorio Caissotti di Chiusano                                     | 1990-2003      | 5       | -               | 2       | 3       | 1       | -       | 2       | 1       | 1       | 1       |   |   |   |
|      | Franzo Grande Stevens                                              | 2003-2006      | -       | -               | -       | 1       | -       | -       | -       | -       | -       | -       |   |   |   |
|      | Giovanni Cobolli Gigli                                             | 2006-2009      | -       | 1               | -       | -       | -       | -       | -       | -       | -       | -       |   |   |   |
|      | Jean-Claude Blanc                                                  | 2009-2010      | -       | -               | -       | -       | -       | -       | -       | -       | -       | -       |   |   |   |
|      | Andrea Agnelli                                                     | 2010-2023      | 9       | -               | 5       | 5       | -       | -       | -       | -       | -       | -       |   |   |   |
|      | Gianluca Ferrero                                                   | 2023-          | -       | -               | 1       | -       | -       | -       | -       | -       | -       | -       |   |   |   |

- (*) Comité Presidencial de Guerra.
- (**) Diferentes Funciones.

## Estadísticas
| Presidente                     | Años |
| ------------------------------ | ---- |
| Giampiero Boniperti            | 19   |
| Vittorio Caissotti di Chiusano | 13   |
| Andrea Agnelli                 | 12   |
| Edoardo Agnelli                | 11   |
| Vittore Catella                | 9    |
| Gianni Agnelli                 | 7    |
| Umberto Agnelli                | 7    |
| Pietro Dusio                   | 6    |
| Emilio de la Forest de Divonne | 5    |
| Gino Olivetti                  | 4    |
| Giovanni Cobolli Gigli         | 3    |
| Carlo Vittorio Varetti         | 3    |

| Presidente                     | Títulos |
| ------------------------------ | ------- |
| Andrea Agnelli                 | 19      |
| Giampiero Boniperti            | 16      |
| Vittorio Caissotti di Chiusano | 16      |
| Edoardo Agnelli                | 6       |
| Umberto Agnelli                | 5       |
| Gianni Agnelli                 | 2       |
| Vittore Catella                | 2       |
| Giovanni Cobolli Gigli         | 1       |
| Emilio de la Forest de Divonne | 1       |
| Alfred Dick                    | 1       |
| Pietro Dusio                   | 1       |
| Gianluca Ferrero               | 1       |